# 196 (număr)
196 (o sută nouăzeci și șase) este numărul natural care urmează după 195 și precede pe 197 într-un șir crescător de numere naturale.

## În matematică
196
- Este un număr par.
- Este un număr compus.[1]
- Este un număr abundent.[2][3]
- Este un număr Erdős-Woods[4][5]
- Este un număr odios.[6][7]
- Este un pătrat (142).
- Este un număr practic.[8][9]
- Este un număr puternic.[10][11]
- Este un număr rotund.[12][13]
- Este un număr semiperfect (pseudoperfect).[14][15]
- Este un număr endecagonal.[16][17]
- Este un 34-gonal.[18][19]
- Este un număr piramidal pentagonal.[20]
- Este un număr piramidal heptagonal.[21]
- Este un număr palindromic în bazele 13 (12113), 27 (7727), 48 (4448), 97 (2297) și 195 (11195).
- Este un număr harshad[22] în bazele 4, 7, 8, 13, 14, 15, 22, 25, 27, 28, 29 și alte 17 baze.
- Este suma alicotă a lui 140, 176 și 386.
- Este parte a arborelui 37-alicot. Șirul alicot care începe cu 96 este: 96, 156, 236, 184, 176, 196, 203, 37, 1, 0.

## În știință

### În astronomie
- Obiectul NGC 196 din New General Catalogue este o galaxie lenticulară cu o magnitudine 13,6 în constelația Balena.
- 196 Philomela este un asteroid mare din centura principală.
- 196P/Tichý este o cometă periodică din sistemul nostru solar.